# Vụ hỏa hoạn công ty Rạng Đông
Vụ hỏa hoạn Công ty Rạng Đông là vụ cháy xảy ra tại Công ty Cổ phần Bóng đèn Phích nước Rạng Đông, Hà Nội vào ngày 28 tháng 8 năm 2019 tại cơ sở ở phường Hạ Đình quận Thanh Xuân, Hà Nội. Vụ cháy bắt đầu khoảng 18h tại khu nhà xưởng và kho thành phẩm của bộ phận làm đèn dây tóc, huỳnh quang và CFL của công ty. Đến 22h cùng ngày ngọn lửa đã được khống chế, nhưng đã thiêu rụi 6.000 m2 kho xưởng, ước tính ban đầu về thiệt hại tài sản khoảng 150 tỉ đồng, dưới 5% tổng tài sản công ty..
Sau vụ cháy nhiều cơ quan chức năng đã đến kiểm tra hiện trường xác định vấn đề "rò rỉ thủy ngân, gây độc hại đối với sức khỏe người dân vùng lân cận". Tuy nhiên các cơ quan và cá nhân liên quan đã xử lý hoặc phát ngôn rất khác nhau, dẫn đến sự "nhiễu loạn thông tin làm người dân lo sợ".
Khởi đầu là việc UBND phường Hạ Đình ra văn bản số 112/TB-UBND ngày 29/8/2019 "khuyên người dân không sử dụng thực phẩm tự nuôi trồng, nước trong bán kính 1 km từ Công ty Rạng Đông". Đến sáng 30/8 lãnh đạo quận Thanh Xuân đã yêu cầu UBND Hạ Đình thu hồi văn bản số 112 vì nó "được ban hành không đúng thẩm quyền và nội dung chưa đủ cơ sở" . Ngày 31/8 Tổng cục Môi trường đến lấy mẫu với những thành viên đeo mặt nạ phòng độc cẩn thận, đồng thời Bộ Tài nguyên & Môi trường lại đưa ra "cảnh báo người dân không dùng thực phẩm, nguồn nước hở quanh đám cháy ở Công ty Rạng Đông" , và sau đó công bố "... có giá trị Hg trong môi trường không khí cao vượt ngưỡng khuyến cáo của WHO và ATSDR (Mỹ) từ 10 đến 30 lần", kèm theo là "phải đấu tranh với lãnh đạo công ty, Rạng Đông mới thừa nhận cháy thủy ngân dạng lỏng", đồng thời đưa ra ước tính lượng thủy ngân phát tán ra môi trường là từ 15,1 kg đến 27,2 kg.
Thông báo mức nhiễm độc cao và lối trình bày "phải đấu tranh" như đối với một tập đoàn tội phạm môi trường, đã kích hoạt cơn sốt "sợ nhiễm độc thủy ngân" trong khu vực, làm người dân đổ xô sơ tán, bán nhà, đi khám bệnh, và nhiều người điều trị nội trú. Có những chính khách < ref name = Chrd-Lbn > Cần khởi tố vụ án để điều tra vụ cháy tại Công ty Rạng Đông. Người Lao động Online, 09/09/2019. Truy cập 10/10/2019.</ref>, luật sư ,... thì đòi "cần khởi tố vụ án để điều tra vụ cháy tại Công ty Rạng Đông" và đòi Công ty bồi thường tổn hại sức khỏe cho người dân.
Cơn sốt "sợ nhiễm độc thủy ngân" chỉ lắng lại và tự dừng, khi có chuyên gia thật sự phân tích rằng những người "thiếu hiểu biết chuyên môn" nhưng lại phát biểu "đao to búa lớn" gây ra. Đồng thời Bộ trưởng bộ Tài nguyên & Môi trường  Trần Hồng Hà cũng phát biểu rằng vụ cháy ở công ty Rạng Đông là sự cố hóa chất dẫn tới sự cố môi trường ở cấp độ cơ sở, không phải là "thảm họa".
Dẫu vậy cơn sốt thủy ngân cũng dẫn đến quyết định di dời nhà máy Rạng Đông ra khỏi nội thành Hà Nội < ref name = didoi-vnn > Di dời nhà máy Rạng Đông sang Bắc Ninh. Vietnamnet, 12/09/2019. Truy cập 10/10/2019.</ref>, là quyết định đáp ứng những đề xuất trước đây về việc Nhà máy Rạng Đông từng xin di dời để lấy đất vàng xây chung cư . Việc tẩy độc được Bộ đội hóa học thực hiện đến cùng, kết hợp với công ty Urenco 10 dọn dẹp những thứ mà lửa và thủy ngân tạo ra.
Tuy nhiên trách nhiệm của những cơ quan và cá nhân đã "làm người dân lo sợ" thì đến tháng 11/2019 vẫn nằm trong yên lặng.

## Bối cảnh
Công ty cổ phần Bóng đèn phích nước Rạng Đông (gọi tắt Rạng Đông), tiền thân là Nhà máy Bóng đèn phích nước Rạng Đông được xây dựng vào năm 1958 tại Hạ Đình, Thanh Xuân, Hà Nội. Đây là 1 trong 13 nhà máy đầu tiên được lựa chọn xây dựng, đặt nền móng cho nền công nghiệp nhẹ Việt Nam thời kỳ xây dựng xã hội chủ nghĩa.
Ngoài công việc kinh doanh có nhiều khởi sắc trong những năm gần đây, Rạng Đông gây chú ý khi sở hữu nhiều khu đất vàng, có vị trí đắc địa.
Hiện Rạng Đông đang sở hữu lô đất 5,7 ha tại địa chỉ 87 - 89 Hạ Đình, quận Thanh Xuân, Hà Nội, ngay gần khu đất đắc địa “Cao - Xà - Lá” và Công ty Giầy Thượng Đình. Đây cũng chính là địa chỉ xảy ra vụ hoả hoạn.

## Vụ cháy
18h ngày 28/8, lửa bùng lên tại nhà kho của Công ty cổ phần bóng đèn, phích nước Rạng Đông ở số 87-89 phố Hạ Đình, quận Thanh Xuân. Đến 23h lửa đã được dập tắt.
Vụ hoả hoạn không gây thiệt hại về người.

## Thu hồi văn bản khuyến cáo
Ngày 29/8, UBND phường Hạ Đình phát đi thông báo, cho biết sau đám cháy kho bóng đèn phích nước, tồn dư khói bụi, không khí nhiễm bẩn đã gây ảnh hưởng sức khỏe dân cư trên địa bàn và khuyến nghị người dân không tiêu thụ các loại rau, hoa quả, gia cầm, cá, lợn... trong bán kính 1 km kể từ tâm đám cháy trong thời gian 21 ngày. Các loại rau, trái cây tự trồng trong bán kính 500 m cần được tiêu huỷ, đồng thời sơ tán trẻ nhỏ, người già, ốm bệnh ra khỏi khu vực chịu ảnh hưởng của cháy, thời gian sơ tán từ 1-10 ngày.
Chiều 30/8, UBND quận Thanh Xuân thông tin về vấn đề môi trường sau vụ cháy nhà kho của Công ty bóng đèn phích nước Rạng Đông với đánh giá sơ bộ là "các chỉ số trong ngưỡng cho phép, an toàn đối với người dân".
Ngày 31-8, sau khi Q. Thanh Xuân yêu cầu P. Hạ Đình thu hồi văn bản và thông báo các chỉ số quan trắc qua test nhanh đều trong ngưỡng an toàn, Tổng cục Môi trường lại khuyến cáo người dân không dùng thực phẩm nuôi trồng trong bán kính 1,5 km quanh đám cháy.

## Thông tin hỗn loạn
Tối 7/9, trên cổng thông tin điện tử của Bộ Tài nguyên & Môi trường (TN & MT), thông tin về kết quả quan trắc chất lượng môi trường của Bộ, sau vụ cháy tại Công ty CP Bóng đèn Phích nước Rạng Đông (Thanh Xuân, Hà Nội) áp theo tiêu chuẩn WHO với thông tin vượt ngưỡng từ 10 đến 30 lần đã bị xóa.

## Thừa nhận có thủy ngân
Sau vụ cháy, Công ty cổ phần bóng đèn, phích nước Rạng Đông nói rằng trong hóa chất trong kho cháy là amalgam, không phải thủy ngân và từ năm 2016 công ty chỉ sử dụng viên amalgam (hỗn hống của Hg - Zn và Bismut) để sản xuất bóng đèn và khối lượng viên amalgam trong kho chứa hóa chất tầng 1 bị cháy chỉ còn vài kg.
Ngày 9/9, qua kiểm tra thực tế ngày 31/8 và quá trình đấu tranh với doanh nghiệp, lãnh đạo Công ty cổ phần bóng đèn, phích nước Rạng Đông mới thừa nhận toàn bộ 480.000 bóng đèn huỳnh quang bị cháy có sử dụng thủy ngân lỏng. Ông Hoàng Văn Thức, Phó Tổng cục trưởng Tổng cục Môi trường, nói: "Ước tính 15,2-27,2 kg thủy ngân đã phát tán ra môi trường".
"Thừa nhận có thủy ngân" được Tổng cục Môi trường coi là "thắng lợi" trong đấu tranh với lãnh đạo Công ty, mà "quên" rằng Nhà máy Rạng Đông đã dùng thủy ngân lỏng để sản xuất đèn tuýp neon và cao áp thủy ngân đến từ lúc thành lập, gần đây mới dùng amalgam. Những người hàng mấy chục năm đứng sản xuất ở môi trường có thủy ngân thì không có ca nhiễm độc nào được ghi nhận, nhưng dưới ảnh hưởng tuyên truyền thì nhiều người sống quanh nhà máy bỗng dưng đổ bệnh và phải đi khám và điều trị nội trú . Mặt khác lượng 27 kg thủy ngân là lượng nhỏ, có thể tích cỡ 2 lít (mật độ là 13,534 g·cm−3), bốc hơi trong đám cháy thì không đủ để lại dấu vết trong môi trường.

## Yêu cầu đối thoại và đánh giá độc lập
Sáng 5-9, sau có thông tin từ Bộ Tài nguyên và Môi trường về kết quả thủy ngân phát tán ra môi trường sau vụ cháy kho hàng của Công ty Cổ phần bóng đèn phích nước Rạng Đông, hàng chục người dân sống xung quanh nhà máy này đã đến trụ sở của công ty Rạng Đông, cách kho bị cháy khoảng vài trăm mét, yêu cầu đối thoại với lãnh đạo công ty. Những người dân kéo đến đối thoại đều mang theo đơn, thư cầu cứu gửi lãnh đạo Đảng, Nhà nước, cũng như các cơ quan chức năng. Các bảo vệ của nhà máy Rạng Đông đóng chặt cửa, không cho ai tự ý di chuyển vào bên trong, nên nhiều người đã lớn tiếng tranh luận. Đến khoảng 10 giờ, một người tự xưng là cán bộ của công ty Rạng Đông ra bên ngoài trao đổi và đề nghị cho 2 người dân đại diện vào trong làm việc. Tuy nhiên, nhiều người dân không đồng ý vì họ muốn tất cả cùng trực tiếp đối thoại, bày tỏ mong muốn.
Ngày 9.9, các hộ dân tại tổ 24, phường Thanh Xuân Trung và các hộ dân thuộc khu đô thị 54, ngõ 85, phố Hạ Đình gửi đơn cầu cứu khẩn thiết đến các lãnh đạo Đảng, Nhà nước, Chính phủ, Quốc hội, các Viện Khoa học và Công nghệ, các cơ quan Truyền thông – Báo chí. Nội dung trong đơn đề nghị Chính phủ mời tổ chức khoa học độc lập đánh giá tác động môi trường của vụ cháy. Đơn vị đó phải không bị chi phối bởi bất kỳ tổ chức, cá nhân nào. Kết quả đánh giá độc lập phải được công bố công khai cho tất cả người dân cùng biết.

## Khám bệnh
Sở Y tế Hà Nội cho biết, tính đến hết ngày 8/9/2019, đã có tổng cộng 582 người dân sống gần Công ty Bóng đèn Phích nước Rạng Đông (bán kính 500m) được khám, tư vấn sức khỏe miễn phí, hơn 200 người được chỉ định đi viện xét nghiệm theo dõi thủy ngân.
Trong ngày đầu tiên khám bệnh miễn phí 6/9, đã có 53 người dân sống quanh nhà máy Rạng Đông phải nhập viện điều trị. Sang ngày 7/9, số người nhập viện lên tới trên 100.
Tổng cục Môi trường khuyến cáo người dân trong bán kính 500m tính từ hàng rào của công ty cần thực hiện các biện pháp như: phun rửa mái nhà, tẩy rửa tường, sàn nhà và các đồ gia dụng, vệ sinh cá nhân theo khuyến cáo của cơ quan chức năng, thau rửa các bể chứa nước hở. Đối với người dân sống trong bán kính 200m tính từ hàng rào công ty cần đi khám sức khỏe định kỳ; đối với người dân trong bán kính từ 200-500m tính từ hàng rào công ty cần đi khám khi có dấu hiệu ngộ độc thủy ngân.

## Sơ tán
Nằm cách hiện trường vụ cháy khoảng 150 mét, tòa nhà A1 của Chung cư 54 Hạ Đình có 140 gia đình thì quá nửa đã di tản. Theo ông Nguyễn Đức Tiến, trưởng Ban Quản trị tòa A1, người dân ở đây nghe thông tin "kết quả quan trắc không khí ở mức bình thường” nhưng thực tế mùi khét vẫn còn khá đậm."
Bà Chu Thị Cảnh, Bí thư Chi bộ tổ dân phố 24, P. Thanh Xuân Trung (Q. Thanh Xuân) cho biết “Khu nhà A2 Chung cư 54 Hạ Đình có 162 hộ thì quá nửa đã đi. Có nhà đi cả. Có nhà ưu tiên người già, trẻ nhỏ. Dãy nhà liền kề này có đến 31 nhà khóa cửa, đi ở chỗ khác”. Bà Nguyễn Thị Huyền, Tổ trưởng tổ dân phố 24, P. Thanh Xuân Trung, xác nhận tổ có 175 hộ gia đình thì trên 50% hộ dân đã đưa người thân đi sơ tán, tránh xa khu vực ô nhiễm.
Nhiều gia đình, hàng quán đã đóng cửa, treo biển bán nhà, sang nhượng cửa hàng. Cạnh hiện trường vụ cháy có trường mầm non tư thục cũng đang đóng kín cửa.
Ngày 9.9, theo báo Thanh Niên, gần 90% hộ dân tại chung 54 Hạ Đình, hơn 40% hộ dân tại chung cư 143 Hạ Đình và hàng loạt hộ dân, kinh doanh xung quanh Công ty Rạng Đông đã di tản.

## Nghỉ học
Ngày 9.9, khoảng 300 học sinh Trường tiểu học Hạ Đình, gần Công ty Rạng Đông, được phụ huynh cho nghỉ học vì lo ảnh hưởng sức khỏe, mặc dù cơ quan chức năng khẳng định việc dạy học vẫn diễn ra bình thường. Một phụ huynh cho hay, dù nhà trường dựa trên thông báo của Sở Tài nguyên - Môi trường Hà Nội để tiếp tục cho các con đi học, nhưng sau vụ cháy này đã có rất nhiều kết luận khác nhau, nên chúng tôi không tin tưởng nữa, phải tự bảo vệ mình bằng cách “sơ tán” khỏi nơi ở và tạm cho con nghỉ học bao giờ thực sự an toàn mới trở lại lớp. “Việc học cũng quan trọng, nhưng sức khỏe của con là trên hết”.

## Khiếu kiện
Theo bảo vệ các chung cư 54 Hạ Đình, nhiều văn phòng luật đã đứng ra tư vấn cho người dân trong khu làm đơn khiếu kiện Công ty Rạng Đông. Tuy nhiên, người dân đã di tản gần hết. Đợi khi người dân lên, Ban Quản trị tòa nhà sẽ cho họp và thống nhất phương án tiếp theo.